# 洲河村
洲河村（すごうむら）はかつて岐阜県郡上郡に存在した村である。
現在の郡上市八幡町洲河に該当する。

## 歴史
- 1889年（明治22年）7月1日 - 町村制により、洲河村発足。
- 1897年（明治30年）4月1日 - 美山村、入間村、野々倉村、小那比村と合併し、西和良村発足。同日洲河村廃止。

## 学校
- 洲河尋常小学校（後の八幡町立西和良小学校洲河分校。1967年廃校）